# Pterolophia albosignata
Pterolophia albosignata là một loài bọ cánh cứng trong họ Cerambycidae.